# Bratři Dufferovi
Matt Duffer a Ross Duffer (* 15. únor 1984 Durham, Severní Karolína), společně známí jako bratři Dufferovi, jsou američtí režiséři, scenáristé a televizní producenti. Jsou známí jako tvůrci, režiséři a vedoucí producenti sci-fi hororového dramatického seriálu Stranger Things společnosti Netflix. Režírovali a napsali scénář také k psychologickému hororu Hidden z roku 2015 a napsali scénář ke čtyřem epizodám mysteriózního seriálu Městečko Pines společnosti Fox.
Jsou jednovaječná dvojčata a od dětství mají blízký vztah. Na všech svých projektech pracují společně jako pár.

## Kariéra
Poté, co bratři napsali a režírovali několik krátkých filmů, jejich scénář k postapokalyptickému hororu Hidden v roce 2011 získala společnost Warner Bros. Pictures. Film byl vydán v roce 2015. Dále byli bratři najati jako scenáristé a producenti pro televizní seriál Městečko Pines stanice Fox.

### Stranger Things
Se svými zkušenostmi v televizi začali několika společnostem předkládat svůj nápad na seriál Stranger Things, který Dan Cohen nakonec přinesl Shawnu Levymu. S podporou Levyho produkční společnosti 21 Laps Entertainment práva na seriál zakoupila společnost Netflix. Děj seriálu se odehrává v Indianě v 80. letech a je poctou popkultuře této doby, je inspirovaný mimo jiné díly Stevena Spielberga, Johna Carpentera, Wese Cravena, Sama Raimiho, Davida Lynche, Stephena Kinga a George Lucase.
Seriál měl premiéru dne 15. července 2016 a získal ohromnou chválu, především pro jeho atmosféru, herecké výkony, soundtrack, režii, scénář a poctu žánrovým filmům z 80. let. Po zveřejnění se stal na internetu velmi populárním. Agregátor recenzí Rotten Tomatoes udělil seriálu hodnocení 95 % na základě 82 recenzí s váženým průměrným skóre 7,96/10.
Dne 30. září 2019 společnost Netflix oznámila, že podepsala s bratry Dufferovými smlouvu pro tvorbu dalších filmů a televizních pořadů v nadcházejících letech.
V březnu 2021 dvojice oznámila, že se spojí se Spielbergem, aby adaptovali Talisman spisovatelů Stephena Kinga a Petera Strauba jako seriál na Netflixu. Oba budou prostřednictvím společností Amblin Partners a Monkey Massacre vedoucími producenty a najali Curtise Gwinna, který pracoval jako scenárista a vedoucí producent na Stranger Things, aby působil jako scenárista a showrunner projektu. Po premiéře čtvrté řady Stranger Things v červenci 2022 spustili produkční společnost Upside Down Pictures, se kterou se znovu zavázali Netflixu s několika novými projekty, mezi které patří hraná adaptace akčního seriálu Zápisník smrti a adaptace knihy Talisman spolu se seriálem navazujícím na Stranger Things.

## Osobní životy
Bratři Dufferovi se narodili a vyrostli ve městě Durham v Severní Karolíně rodičům Ann M. Christensenové a Allenu P. Dufferovi. Ve třetí třídě začali natáčet filmy pomocí videokamery Hi8, kterou dostali jako dárek od rodičů. Navštěvovali soukromou předměstskou školu Duke School for Children a poté velkou durhamskou státní školu Charles E. Jordan High School. Přestěhovali se do Orange v Kalifornii, aby studovali film na fakultě filmového a mediálního umění Chapman University, kterou v roce 2007 úspěšně absolvovali. Matt má jedno dítě; jeho kmotrou je Winona Ryder.